# Thomas Baroukh
Thomas Baroukh (Le Chesnay, 15 dicembre 1987) è un canottiere francese, vincitore della medaglia di bronzo nel 4 senza pesi leggeri a Rio de Janeiro 2016.

## Palmarès
- Olimpiadi

Rio de Janeiro 2016: argento nel 4 senza pesi leggeri.
- Campionati del mondo di canottaggio

Amsterdam 2014: bronzo nel 2 senza pesi leggeri.
Aiguebelette 2015: bronzo nel 4 senza pesi leggeri.
- Campionati europei di canottaggio

Siviglia 2013: bronzo nel 4 senza pesi leggeri.
Belgrado 2014: bronzo nel 4 senza pesi leggeri.